# Mikaela Samuelsson
Mikaela Samuelsson, född 7 december 1993 i Lerums församling, Älvsborgs län, är en svensk sångare och låtskrivare.

## Biografi
Mikaela Samuelsson blev medlem i gruppen Dolly Style 2015 då hon ersatte Carolina Magnell som karaktären "Molly". Tillsammans med gruppen medverkade hon i Melodifestivalen 2016 med låten "Rollercoaster" och Melodifestivalen 2019 med låten "Habibi". Hon lämnade gruppen 2019 men kom tillbaka 2023, då som den nya karaktären "Yolly". Tillsammans med gruppen medverkade hon i Melodifestivalen 2025 med låten "Yihaa".

## Låtar

### Melodifestivalen
- 2025 – YIHAA (tillsammans med Caroline Aronsson, Herman Gardarfve, Patrik Jean, David Lindgren Zacharias och Melanie Wehbe).

Deltävling 3